# 지균풍

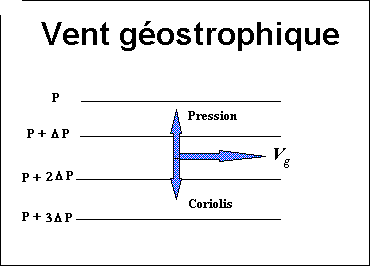

지균풍(地均風, geostrophic wind)은 전향력과 기압경도력의 크기가 같을 때 나타나는 이론적인 바람으로, 고도가 1km보다 높은 곳에서 등압선에 나란하게 부는 바람이다.
지균풍을 불게 하는 상태를 지균(geostrophic balance)이라 한다. 지균풍은 등압선에 평행한 방향으로 분다. 실제 자연에서는 이런 지균 상태는 거의 일어나지 않는다. 실제 바람은 마찰력 따위 다른 힘들의 작용으로 인해 지균에서 벗어나게 된다. 지균풍이 불기 위해서는 마찰이 없어야 하고 등압선이 완전히 직선이어야 한다. 그러나 열대지역을 제외한 대부분 지역의 대기에서 바람은 지균풍에 가깝게 불며, 때문에 지균풍 개념은 1차 근사로서 유효하다.
공기는 압력이 높은 곳에서 낮은 곳 사이에 형성된 기압의 기울기(경도) 때문에 자연히 움직이게 된다(기압경도력). 그러나 공기가 움직이기 시작하는 순간부터 전향력이 작용해 그 방향을 구부러뜨린다. 전향력의 방향은 북반구에서는 진행방향의 오른쪽, 남반구에서는 진행방향의 왼쪽이다. 공기가 움직이는 속력이 커질수록 전향력도 커지고, 마침내 전향력의 크기가 기압경도력과 같아질 때까지 계속 진행방향의 변화가 일어난다. 전향력 = 기압경도력이 되어 지균 상태가 되면 더 이상 고기압에서 저기압으로의 흐름은 발생하지 않고, 대신 이미 형성된 등압선을 따라 움직이게 된다. 이것은 저기압계가 북반구에서는 반시계방향으로 회전하고 남반구에서는 시계방향으로 회전하는 이유이기도 하다.
대개 고도 1.5 km 이상의 고고도에서 마찰력의 효과를 무시하고 지균풍이 분다고 가정할 수 있다.

## 같이 보기
- 온도풍
- 탁월풍